# تله‌پرینتر

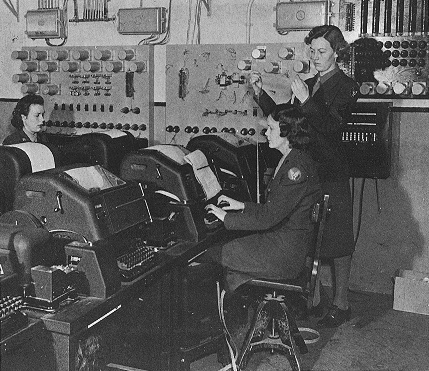
ماشین‌های تله تایپ مورد استفاده در طول جنگ جهانی دوم

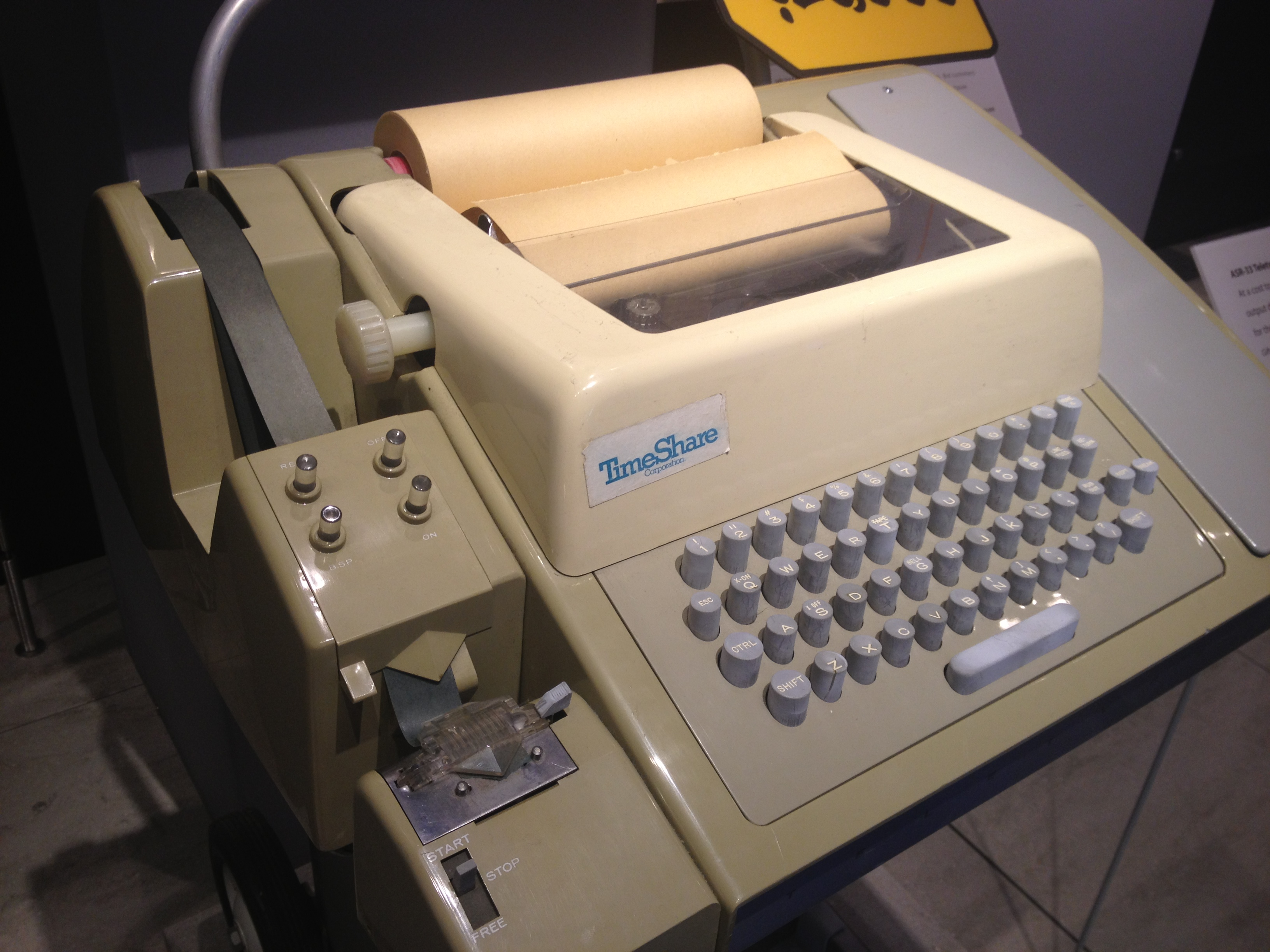
یک تله تایپ ۳۳

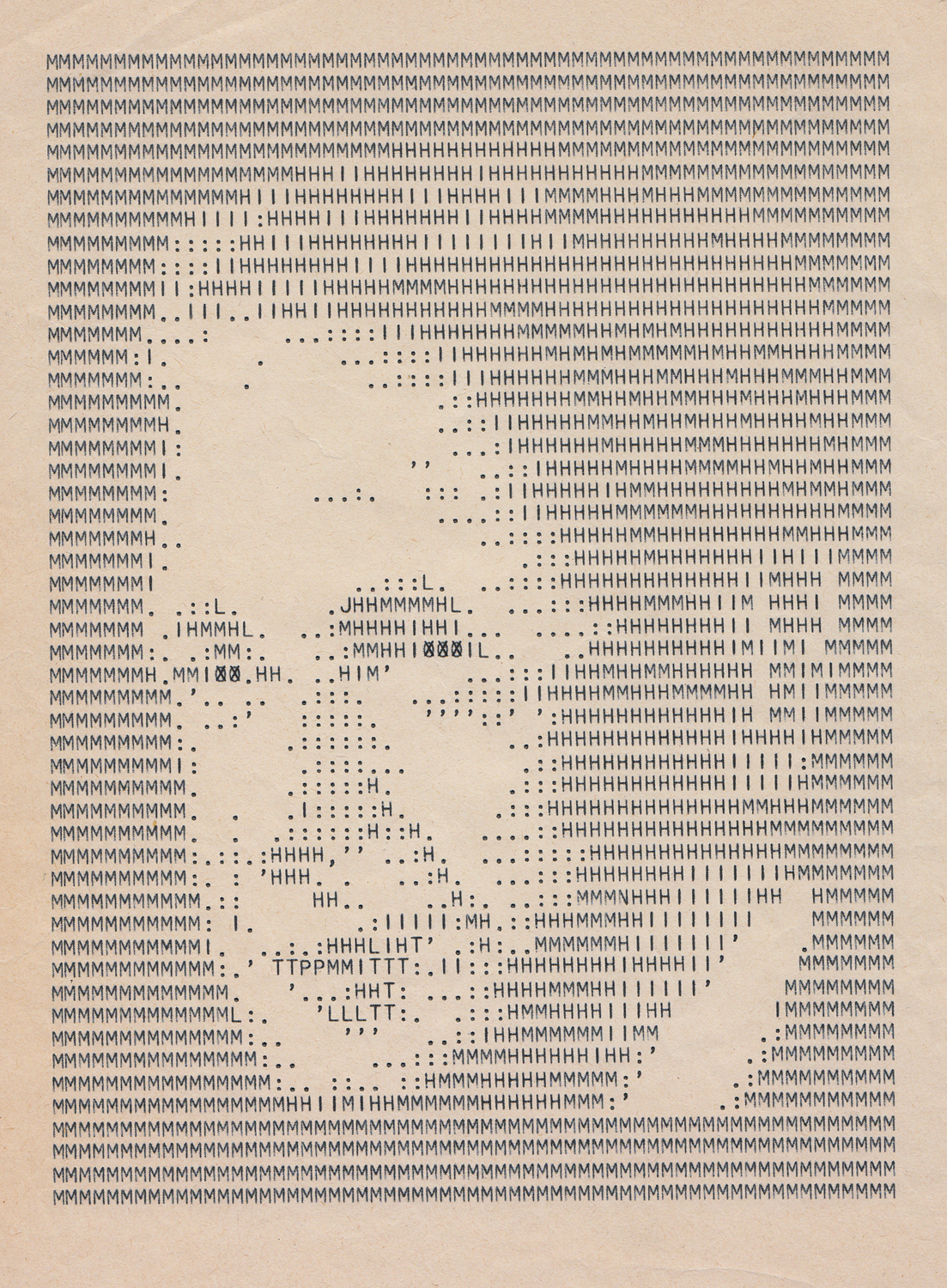
یک مثال از هنر تله پرینتر

تله‌پرینتر (به انگلیسی: Teleprinter) یا تله تایپ (به اختصار TTY) یک ماشین تحریرالکترومکانیکی است که می‌تواند به صورت نظیر به نظیر یا یک به چند پیام‌ها را از ارتباطات مختلف دریافت و ارسال کند. در ابتدا برای مینفریم‌ها و رایانه‌های کوچک یک رابط کاربری مهیا کردند؛ که می‌توانست پیام را به وسیله کامپیوتر ارسال می‌کرد و در سمت دیگر چاپگر پیام را دریافت می‌کرد. برخی مدل‌ها برای ذخیره‌سازی اطلاعات از نوار پانچ برای ذخیره‌سازی اطلاعات استفاده می‌کردند؛ که داده‌ها می‌توانست از ورودی دستگاه باشد یا اینکه از یک منبع راه دور باشد؛ و همچنین از روی نوار پرینتر محلی یا راه دور اطلاعات را بخواند.
تله پرینتر از انواع مختلف رسانهٔ ارتباطی استفاده می‌کند. این خطوط می‌تواند شامل یک جفت سیم ساده، مدارهای اختصاصی غیر سوئیچی تلفن، شبکه‌های عمومی تلفن، امواج رادیویی ماکروویو باشد. تله پرینتر به یک مودم متصل می‌شود که می‌تواند با استانداردهای سوئیچ خطوط عمومی تلفن ارتباط برقرار سازد. دومین پیکربندی اغلب برای ارتباط با کامپیوتر راه دور به ویژه در محیط‌های اشتراک زمانی مورد استفاده قرار می‌گیرد.
تله پرینتر به صورت گسترده‌ای جایگزین کامپیوترهای ترمینال شد که از مانیتور به جای پرینتر استفاده می‌کردند. تله پرینتر هنوز به صورت گسترده‌ای در صنعت هوایی مورد استفاده قرار می‌گیرد.

## تاریخچه
تله پرینتر توسعه یافته یک سری اختراعات به وسیله شماری از مهندسان است. از جمله این مهندسان می‌توان به رویال ارل هاوس، کارز ال، کورم، ادوارد کلینسچمید و فردریک جی نام برد. تله پرینتر برای جایگزینی با دستگاهایی که برای دریافت و ارسال نیاز به کد مورس داشتند، اختراع شد.